# „senk ju vor träwelling“
„senk ju vor träwelling“ ist eine Reihe satirischer Bücher der Journalisten Mark Spörrle und Lutz Schumacher. Die zwei Bände, ein begleitendes Geschenkbuch, ein Hörbuch und zwei iPhone-Apps sind im Verlag Herder und im Verlag Kreuz erschienen.

## Titel
In den Fernzügen der Deutschen Bahn verabschiedete der Zugchef früher die beim nächsten Halt aussteigenden Fahrgäste mit der englischsprachigen Durchsage „thank you for travelling [with Deutsche Bahn]“ (entsprechende deutsche Durchsage: „Vielen Dank für Ihre Reise mit der Deutschen Bahn“). Der Titel der Bücher gibt diese Durchsage mit deutschem Akzent wieder.
Unter anderem veröffentlichten auch die Wise Guys ein Lied namens „Deutsche Bahn“, in dessen Refrain der Titel vorkommt.

## Inhalt
Die Autoren nutzen Stilmittel eines Ratgebers, um durch die Darstellung von absurden Situationen und Hinweisen zu deren Bewältigung auf Missstände bei der Deutschen Bahn hinzuweisen. So werden beispielsweise humoristische Hinweise zum richtigen Umgang mit Fahrkartenautomaten, zum richtigen Verhalten beim Kampf um Sitzplätze im Zug oder eine Packliste für das Überlebensgepäck für Bahnreisende gegeben. Andere Teile des Buchs geben fiktive Erlebnisse auf Bahnfahrten wieder, analysieren die vermeintlichen Fehler der Reisenden und geben Hinweise zur Vermeidung solcher Fehler.

## Rezeption
Der erste Band erreichte sieben Monate lang einen der ersten zwanzig Plätze der Spiegel-Bestsellerliste und wurde im Literaturteil zahlreicher Zeitungen besprochen.